# Жуково (Уфимський район)
Жу́ково (рос. Жуково, башк. Жуков) — село у складі Уфимського району Башкортостану, Росія. Адміністративний центр Жуковської сільської ради.
Населення — 1685 осіб (2010; 1374 в 2002).
Національний склад:
- росіяни — 81 %